# Municipio de Big Creek (Indiana)
El municipio de Big Creek (en inglés: Big Creek Township) es un municipio ubicado en el condado de White en el estado estadounidense de Indiana. En el año 2010 tenía una población de 819 habitantes y una densidad poblacional de 9,57 personas por km².

## Geografía
El municipio de Big Creek se encuentra ubicado en las coordenadas 40°40′53″N 86°51′44″O / 40.68139, -86.86222. Según la Oficina del Censo de los Estados Unidos, el municipio tiene una superficie total de 85.55 km², de la cual 85,55 km² corresponden a tierra firme y (0 %) 0 km² es agua.

## Demografía
Según el censo de 2010, había 819 personas residiendo en el municipio de Big Creek. La densidad de población era de 9,57 hab./km². De los 819 habitantes, el municipio de Big Creek estaba compuesto por el 97,92 % blancos, el 0,24 % eran asiáticos, el 1,1 % eran de otras razas y el 0,73 % eran de una mezcla de razas. Del total de la población el 1,47 % eran hispanos o latinos de cualquier raza.